# フランツ・ヴィルヘルム・フォン・プロイセン
フランツ・ヴィルヘルム・フォン・プロイセン（Franz Wilhelm von Preußen, 1943年9月3日 - ）は、プロイセン王国の王族の子孫。プロイセン王子カール・フランツ・ヨーゼフの長男で、ドイツ皇帝ヴィルヘルム2世の曾孫の一人。1976年から1986年の間はロシア大公女マリヤ・ヴラジーミロヴナと結婚していたため、ロシア大公ミハイル・パヴロヴィチ（Михаил Павлович）として知られていた。

## 概要
1943年9月3日、カール・フランツ・ヨーゼフとその最初の妻であったヘンリエッテ・フォン・シェーナイヒ＝カロラート（Henriette von Schönaich-Carolath, 1918年 - 1972年）の間に第一子としてシュレージエンのグリュンベルク（現ポーランド・ルブシュ県ジェロナ・グラ）で生まれた。双子の兄であったが、弟のフリードリヒ・クリスティアンとは23日後に死別している。
フランツ・ヴィルヘルムはマインツとフランクフルト・アム・マインで法学と経営学を学び、その後ドイツ国外で投資銀行や不動産開発企業に勤務した。1976年にマリヤ・ヴラジーミロヴナ大公女と結婚した。式は9月4日にマドリードで宗教婚が、9月22日にディナールで民事婚が行われた。結婚にあたってフランツ・ヴィルヘルムは正教に改宗し、マリアの父でロマノフ家の家長であったヴラジーミル・キリロヴィチ大公によってロシア大公に叙され、ミハイル・パヴロヴィチの名を与えられた。二人の間には一子が生まれたが、1986年に離婚した。
2002年にフランツ・ヴィルヘルムはテオドール・タンツェン（Theodor Tantzen）とともにドイツの古い邸宅を修復する企業「プリンツ・フォン・プロイセン」を設立した。2004年には債務超過に陥る瀬戸際にあったベルリン王立磁器製陶所（KPM Berlin）に出資を行った。

## 子女
妻のマリア・ヴラジーミロヴナとの間には以下の一男をもうけた。
- ゲオルギー（ドイツ語名ゲオルク） （1981年 - ）